# Дмитренко Олена Борисівна
Олена Борисівна Дмитренко (нар. 27 липня 1965, смт. Козелець Чернігівської області) — українська політична діячка, Козелецька селищна голова, голова Чернігівської обласної ради з 3 грудня 2020 року від партії «Слуга народу».

## Життєпис
У 1992 році закінчила Чернігівський педагогічний інститут за спеціальністю учитель історії і правознавства.
З 1986 по 1992 рік працювала вихователькою в дитячому комбінаті № 62 міста Чернігів.
З 1992 по 1997 рік працювала вчителькою української мови та літератури у школі-колегіумі № 11 міста Чернігів.
У 1998 році закінчила Чернігівський обласний інститут підвищення кваліфікації та перепідготовки працівників освіти за спеціальністю філолог.
З 1997 по 2001 рік працювала заступницею головного лікаря по виховній роботі у міжколгоспному санаторії «Десна».
З 2001 по 2002 рік — спеціаліст першої категорії загального відділу Чернігівської міської ради. З 2002 по 2004 рік — головний спеціаліст загального відділу Чернігівської міської ради.
З 2004 по 2006 рік — заступниця начальника загального відділу апарату Чернігівської обласної державної адміністрації.
У 2006 році працювала радницею Чернігівського міського голови.
З 2006 по 2008 рік — 1-й заступниця генерального директора українського державного підприємства поштового зв'язку «Укрпошта».
З 2008 по 2010 рік працювала радницею голови Соціалістичної партії України. З 2010 по 2011 рік — керівниця виконавчого апарату Політради СПУ.
З 2012 року працювала директором Благодійної організації "Благодійний фонд Рудьковського «Сила добра».
З 2012 по 2014 рік — помічниця народного депутата України Рудьковського Миколи Миколайовича.
У 2015—2017 роках — голова Козелецької районної ради Чернігівської області.
У 2017—2020 роках — Козелецький селищний голова Чернігівської області.
У жовтні 2020 обрана депутаткою Чернігівської обласної ради від партії «Слуга народу».
З 3 грудня 2020 року — голова Чернігівської обласної ради.

## Нагороди
- орден княгині Ольги ІІІ ступеня (2023)[2]

## Особисте життя
Неодружена. Має дорослу доньку.